# Římskokatolická farnost Blažovice
Římskokatolická farnost Blažovice je územní společenství římských katolíků v obci Blažovice s farním kostelem Božského srdce Páně ve šlapanickém děkanství v rámci brněnské diecéze.

## Historie farnosti
Od dávných dob patřily Blažovice k farnosti Tvarožná. V roce 1923 se obyvatelé Blažovic rozhodli založit Kostelní jednotu s cílem vybudovat v obci kostel. Již v červenci roku 1923 zakoupila Kostelní jednota pro tento účel pozemek od hraběte Mitrovského za 7 404 Kč. Základní kámen byl položen v roce 1930, kostel podle projektu architekta Metoděje Zoubka byl dokončen v roce 1934, v červnu toho roku jej vysvětil brněnský biskup Josef Kupka. V roce 2002 proběhla celková oprava chrámu. Samostatná blažovická farnost byla zřízena 1. ledna 2001.
Blažovickým rodákem byl Šebestián Kubínek, moravský písmák, laický katolický kazatel a šiřitel dobrých knih v 19. století.

## Duchovní správci
Administrátorem excurrendo farnosti byl od srpna 2008 do července 2015 kněz z farnosti Tvarožná P. Josef Rybecký. Od srpna 2015 byl administrátorem excurrendo R. D. Mgr. Jiří Brtník.Toho s platností od září 2018 vystřídal R. D. Mgr. David Ambrož.

## Bohoslužby
| Kostel              | Místo     | Bohoslužba (den) | Hodina                            | Poznámka     |
| ------------------- | --------- | ---------------- | --------------------------------- | ------------ |
| Božského srdce Páně | Blažovice | neděle pátek     | 9.15 18.30 (s promluvou pro děti) | farní kostel |

## Primice
Ve farnosti slavili primice tito novokněží:
- Dne 6. července 1987 Pavel Buchta

## Aktivity ve farnosti
Dnem vzájemných modliteb farností za bohoslovce a bohoslovců za farnosti brněnské diecéze je 8. listopad. Adorační den připadá na 2. prosinec.
Jednou ročně, zpravidla v únoru, vychází farní časopis Blažovický poutník.
Ve farnosti se pravidelně pořádá tříkrálová sbírka. V roce 2015 se při ní vybralo 49 021 korun.
Farnost se zapojila do projektu Noc kostelů. V březnu 2017 udělil ve farnosti svátost biřmování biskup Vojtěch Cikrle.